# 玉清神母元君
玉清神母元君，又称为万炁祖母或梵炁祖母，是道教神霄派所崇奉的最高女仙，也是浮黎元始天尊（东王公或昊天玉皇上帝在龙汉初年时的称号）的配偶神，居于玉帝宫。最多的说法是她生了九子，长子为玉清元始天尊，第九子为高上神霄玉清真王长生大帝，时常与西王母或斗姥元君相互混同，同时也是二者在龙汉初年时的称号。
道号为“萬炁祖母太玄玉極元景自然九天上玄玉清神母”、“龙汉开运玉清神母元君”、“圣母玉清神母元君飞魔上仙”。

## 典籍记载
《高上神霄玉清真王紫書大法》記載：
“昔太空未成，元炁未生。元始天王，為昊莽凕涬大梵之祖，凝神結胎，名曰混沌。混沌既拆，乃有天地中外之炁，方名混虛。元始天王，運化開圖。金容赫日，玉相如天。陶育妙精，分闢乾坤。乃自玉京上山下遊，遇萬炁祖母太玄玉極元景自然九天上玄玉清神母，行上清大洞雌雄三一混化之道，生子八人。長曰南極長生大帝，亦號九龍扶桑日宮大帝，亦號高上神霄玉清王，一身三名，其聖一也。”
“玉帝有八子。昔混明大化，元始與梵炁祖母，行大洞雌雄，回風混合，結八十一正陽之炁，生長子神霄王。次結七十二純陽之炁，生次子青華君。次結六十三真陽之炁，生第三子。次結五十四梵陽之炁，生第四子。次結四十五昌陽之炁，生第五子。次結三十六光陽之炁，生第六子。次結二十七霞陽之炁，生第七子。次結一十八寶陽之炁，生第八子。”
《無上九霄玉清大梵紫微玄都雷霆玉經》記載：
“昔在劫初，玉清神母元君是浮黎元始天尊之后，長子為玉清元始天尊，其第九子位為高上神霄玉清真王長生大帝，專制九霄三十六天。”
《灵宝领教济度金书》記載：
“师曰：九天上玄玉清神母，行上清大洞雌雄三一混元之道。毛公坛刘天师，召摄亡魂之祖师，总领仙籍。三天真皇圣母上元夫人，回风混合，凝神飞化。云华夫人太虚九光白玉龟台金母元君，乃长生大帝圣母，生八子。长生帝君乃长子，一身三名，其圣一也，曰南极长生大帝，亦号太阳九龙扶桑日宫大帝，亦号高上神霄玉清王。”
《元始无量度人上品经法》記載：
“师曰：梵炁之祖者，西元王母也。九灵太妙白玉龟台玉光金真梵炁祖母元君。青金丹皇大道君。金母居西龟之山，亦曰龙山，乃九气之根纽，真土之渊府，西北之角，亥子之间，与玉清连界，通于泥丸也。”
《玉清赞化九天演政心印集经》記載：
“昔我神母，運無極而分太極，時則有隂陽二儀，是青童木公者，乃陽儀之精，混字全陽之祖氣，九微太真玉保真王。”
“聽忽一侍，宸號曰文尼至真皇人，越班而出，端简長跪，白天尊言：(臣)自溯龍漢初年，恭奉玉清神母元君懿旨，燮元讚運，溥化人天，(臣)是以和志暢神，恊俾道體，同寰一性，同覺一光，化育宏敷，陶五百劫，凡夫學士，盡得飛升仰蒙。”
“汝于龙汉初年，恭奉玉清神母元君懿旨，陶铸凡民，经五百劫，即得同寰一性，同觉一光，今古古今本无异局。”
“摩利支天母有大神力，在昔龙汉初年，浮黎始劫虚无之表混沌之先，浩气结成太乙下降，应号玉清神母元君，自然圣胎，化生九子，主上九霄。其长则元始天尊，统主万道；其末则神霄真王，总司五雷。”
“神母元君，于无量劫前，特命真王，君主五雷，东极青华君，从而丞之，复佐以六波天帝主；朕更命太皇万福真君掌其左府，可韩司丈人真君掌其右府，今复命帝子为天雷上相领袖。”
“大魁一號貪狼，上居北斗陽明太尉府，應號玉皇九晨君，乃摩利支天母，後生九子之第三子也，主鎮中天之中；夫中央之數系乎五，其氣數皆五，故其炁降鍾於五雷，其同生九苞上有天皇、紫微，下有巨門、祿存、文曲、廉貞、武曲、破軍。天皇、紫微覆分餘暉，為左輔右弼，以總領元黃正炁，應號九皇晨君。其分神在內，應號九皇夫人。彼九皇者，生於子運之初，丑運肇開，乃從摩利支天母甸成水土，統鎖九鰲，安鎮九州。天母因使九皇各治一州。迨於寅運，九皇復從摩利支天母，怡養神真，胎生人物，即從天母，教諸皇人。而廉貞君因辟其所治州中梅華、桃華二島，以居男女隱真，其八君亦各闢居真之所。”
“是即玉清神母元君，于元始祖劫，在元明真净摩利支天，现身为大圆满月光王，沐浴于九曲华池中，化生金莲九苞，应现之道体也。故神母复有摩利支天母之号，实为北斗众星之母。”
《呂祖師三尼醫世說述》記載：
“以昔未奉玉清神母懿旨，秘不敢泄，今则统沐懿旨，诰下三天，普敕三界，准行授受，无分男女。三天三界，昼夜巡护，授持善信，有感斯应，魔无干犯。洵是开辟以来未有之遭逢，造化幸甚，亿万世世幸甚。”
《上清大洞九宮朝修秘訣上道》記載：
“玉清神母，姓廉，名銜，字荒彥，長九寸九分，著玄黃素靈之綬，頭戴七稱珠玉之髻，冠無極進賢之冠，居無上之太極珠宮中，七寶之府五靈鄉玄元里，下治兆身玉帝宮。”
《上清眾經諸真聖秘》記載：
“五寸為玉帝宮，有玉清神母居之。”
《上清仙府瓊林經》引《守玄丹上經》曰：
“玉帝宮有玉清神母居之，天庭宮上清真女居之，極真宮太極帝妃居之，太皇宮太上君后居之，此四宮皆雌真一也，道勝於雄真一也。”

## 子嗣
玉清神母元君化号为梵炁祖母或萬炁祖母（西王母的称号），与元始天王（又说是玉帝）生下八子，即為神霄玉清王、青華大帝君、蓬萊靈海帝君、西元大帝君、東井大帝君、清都大帝君、清霄大帝君、中皇司命君。此外，西王母也有生了九子的说法。
摩利支天母（斗姥元君）在龙汉初年，化号为玉清神母元君，成为了浮黎元始天尊的后妃，与其生下九子，长子为玉清元始天尊，第九子为高上神霄玉清真王長生大帝，其他七子的名字尚不明确。之后，摩利支天母又现身为大圆满月光王，以金莲九苞生下九子，成为北斗众星之母。
另一种说法是，九子即是神霄九宸上帝：高上神霄玉清真王长生大帝、东极青华大帝、九天应元雷声普化天尊、九天雷祖大帝、上清紫微碧玉宫太乙大天帝、六天洞渊大帝、六波天主帝君、可韩司丈人真君、九天采访使真君（九天應元保運眞君）。但是，神霄九宸中没有长子玉清元始天尊，而是把第九子的高上神霄玉清真王长生大帝作为了长子，和西王母所生的九子混为一谈。

## 備註
1. ↑  《高上神霄玉清真王紫书大法》说元始天王和玉清神母元君生了八子，长子是南极长生大帝。而在西王母所生的八子中长生大帝（神霄王、高上神霄玉清王）也是长子。另一说，西王母第九子为玄秀真人[1]（又写作元秀真人[2]）。